# Corrida (pornografía)

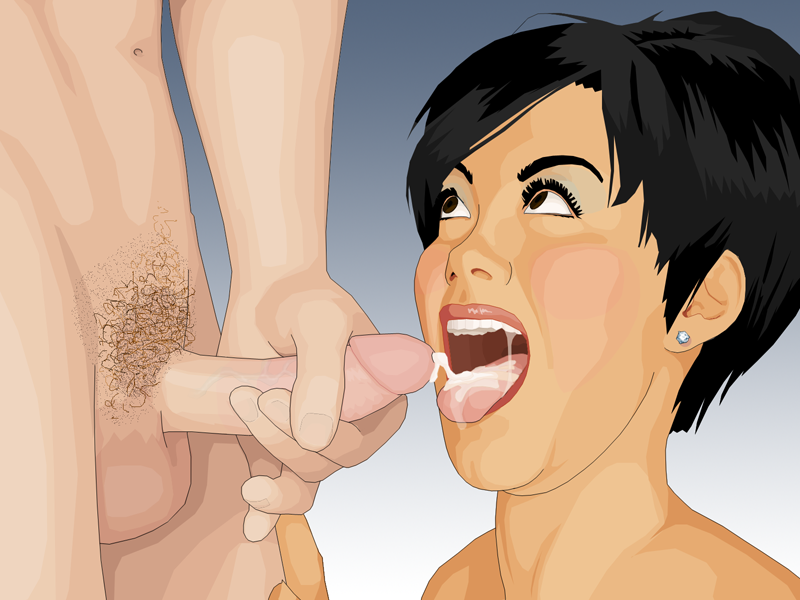
Ilustración de una corrida oral (cum shot), en la que se ve a un hombre eyaculando dentro de la boca de una mujer

Corrida, venida, lechazo, blandinazo, acabada, tiro o disparo de semen (en inglés cumshot) son algunos términos usados para describir la eyaculación de una persona (en el cine, en un vídeo, en una imagen en una revista pornográfica y en el sexo común), generalmente con la presencia de otra persona o un objeto. En el cine es utilizado habitualmente por el director de fotografía en el marco narrativo de un rodaje pornográfico. Las corridas son, a menudo, objeto del género fetiche.